# St. Martini (Greußen)

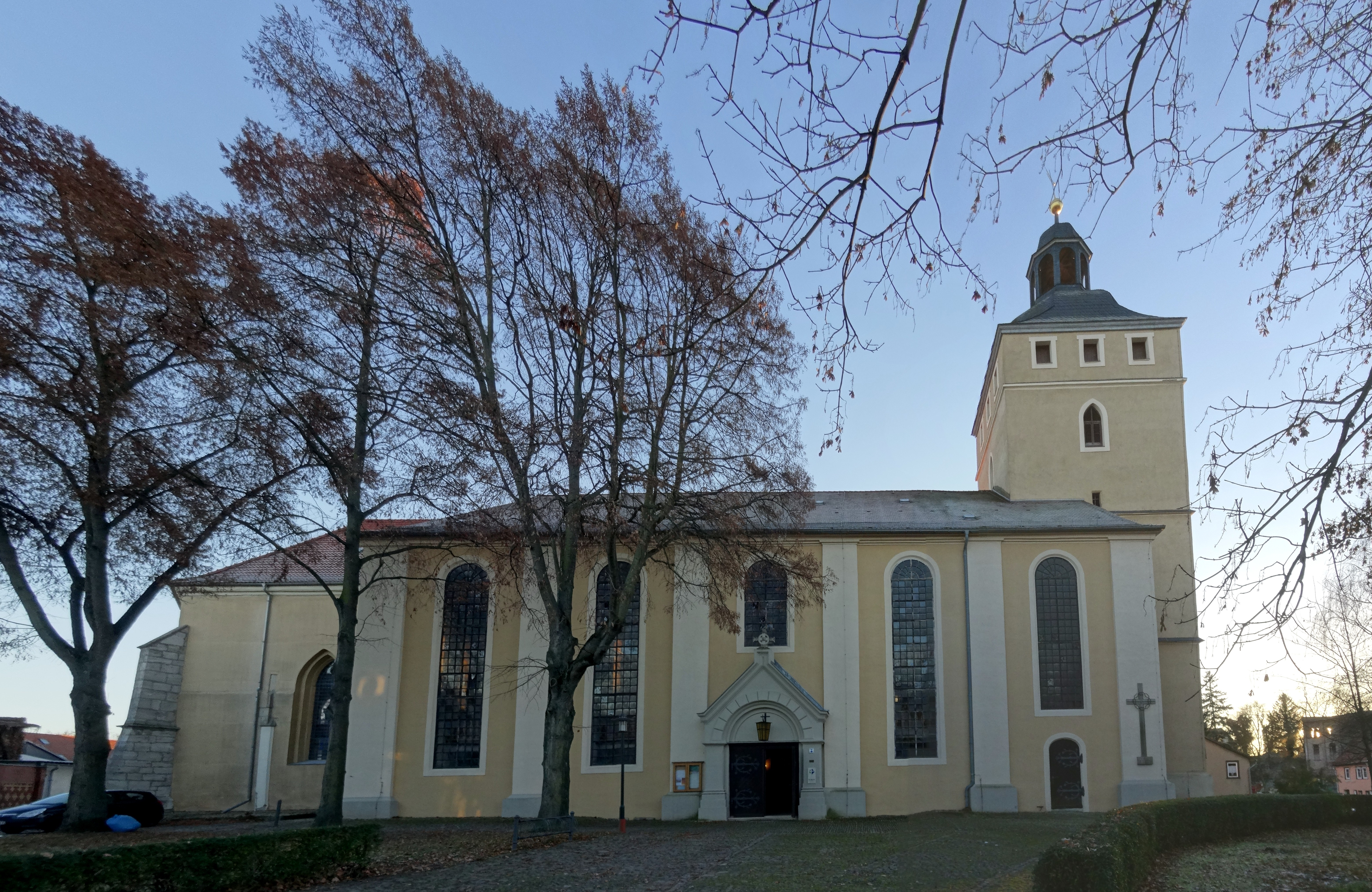
Stadtkirche St. Martini

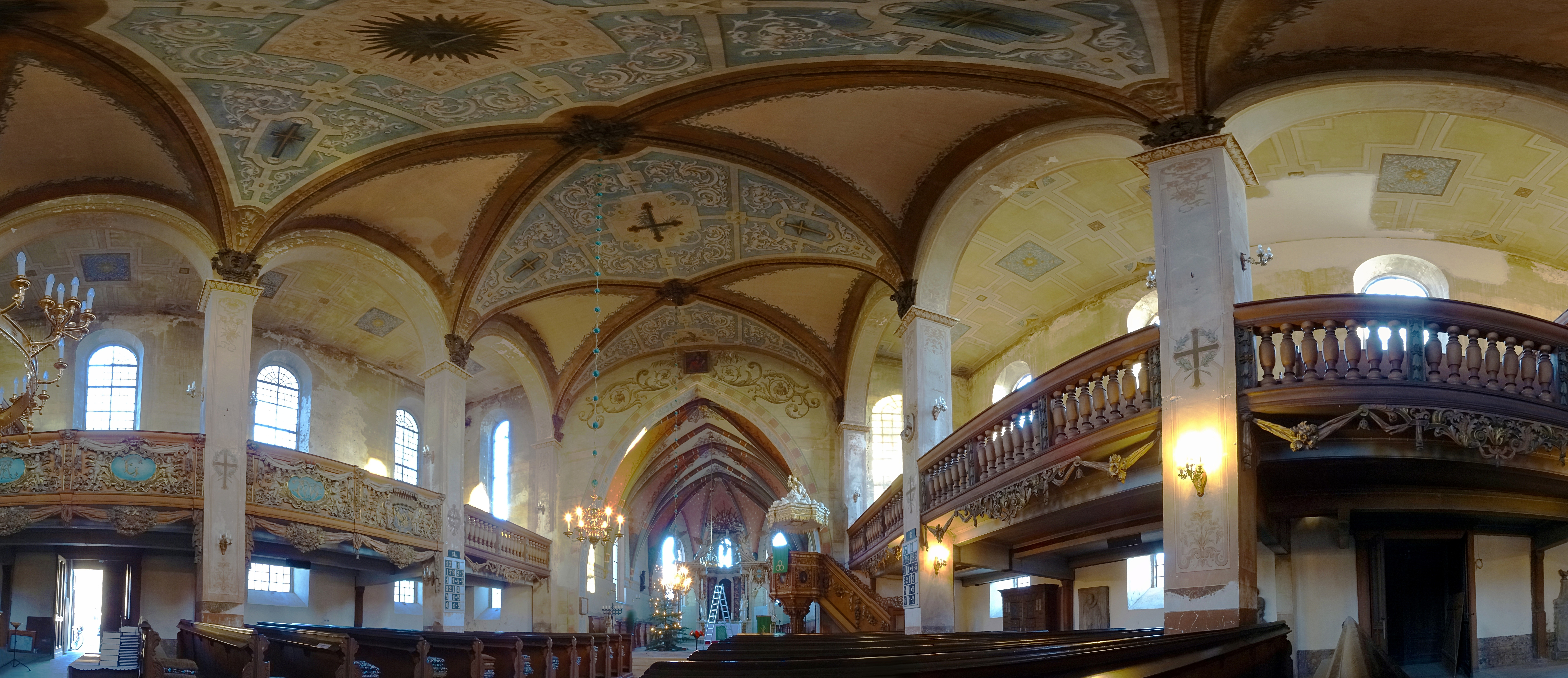
Innenraum-Panorama

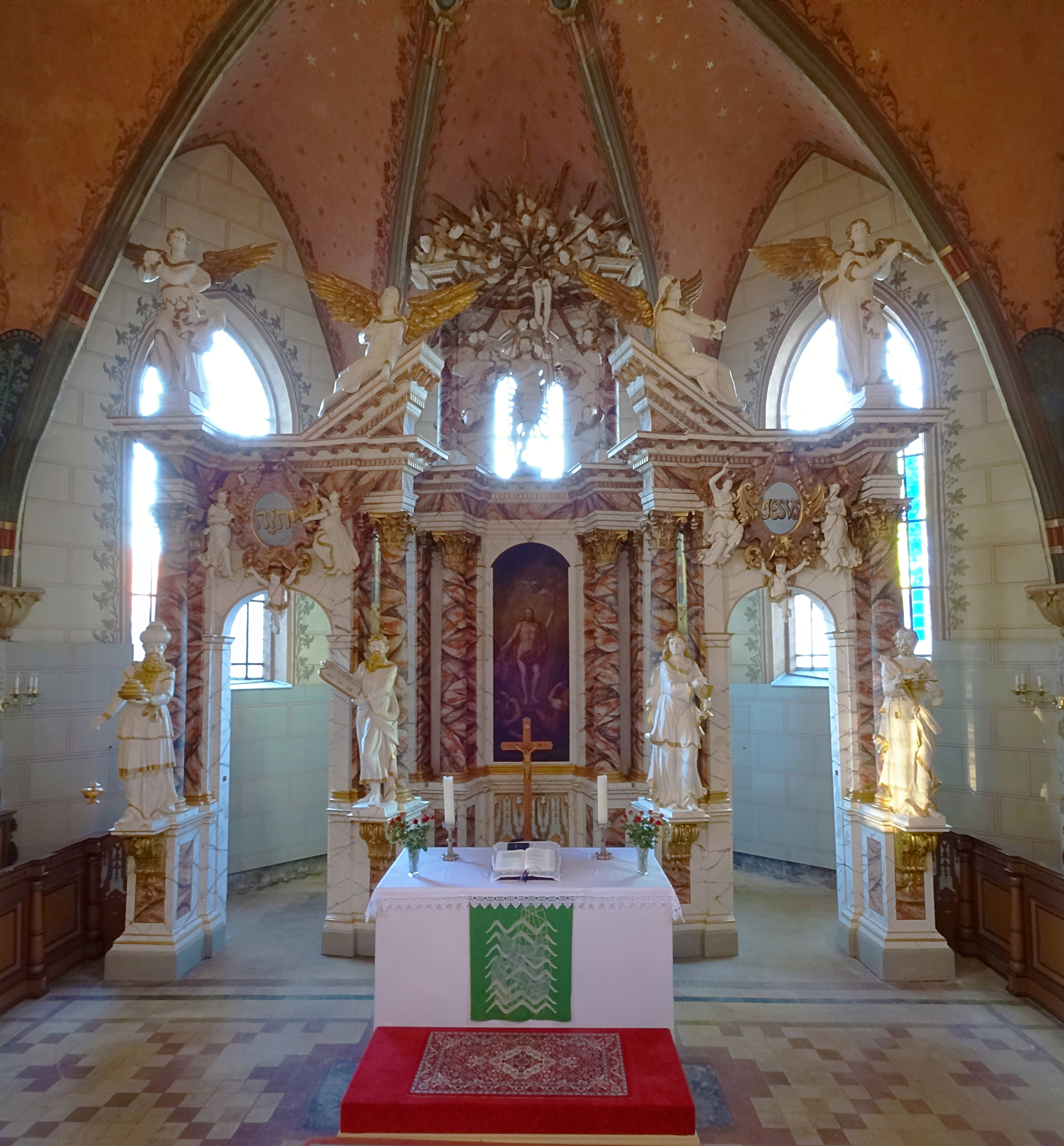
Der Hochaltar

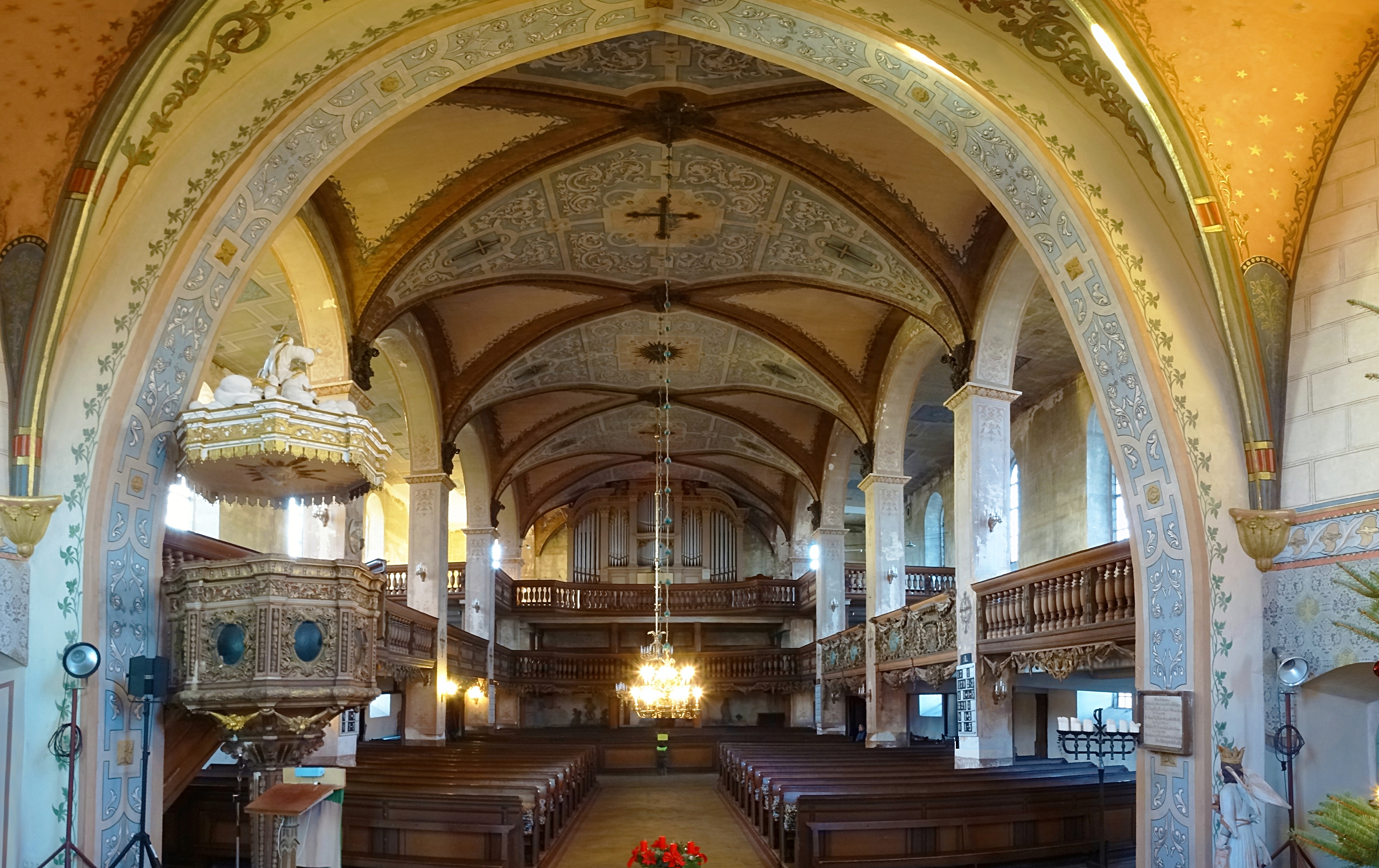
Kirchenschiff und Kanzel

Die Stadtkirche St. Martini steht in der Stadt Greußen im Kyffhäuserkreis in Thüringen.

## Geschichte
Der Überlieferung zufolge sollen im Jahr 732 die durch Bonifatius bekehrten Christen Greußens auf dem heidnischen Dreilindenplatz eine hölzerne Kapelle errichtet haben. Ein um das Jahr 900 errichtetes kapellenartiges Gotteshaus musste 1250 der Liebfrauenkirche weichen, die wiederum abgerissen wurde, bis 1420 der Grundstein der am 10. November 1483 eingeweihten St. Martini-Kirche gelegt wurde.
1643 verwüsteten und plünderten Soldaten die Kirche.
Am 2. Juli 1687 fiel die Kirche einem Stadtbrand zum Opfer. 1688 erfolgte die Grundsteinlegung für den Neubau und 1690 die Fertigstellung des Turms. Als Chorraum und Schiff mit Außenaufgängen versehen waren, wurde 1694 das Gotteshaus wieder eingeweiht. Danach folgte der Bau der Kanzel und der Einbau der Orgel durch eine Firma aus Halberstadt; Altar, die Emporen und die Inneneinrichtung folgten.
1970 erfolgte eine Renovierung von Chorraum, Orgel und Dach. 1978 folgte die Erneuerung des Altarfensters und eine Schwammbekämpfung. Das Dach des Schiffes wurde 1992 neu gedeckt.
1994 wurde das 300. Jubiläum gefeiert.

## Gebäude
Der eingezogene recht niedrige Chor ist noch spätgotisch.
Das heutige Kirchenschiff, errichtet in der Barockzeit, weist gleichwohl klassizistische Züge auf. Das Äußere ist schlicht gehalten und hat ein Satteldach von geringer Neigung. Im Inneren hat nur das Mittelschiff der Emporenhalle ein – relativ flaches – Kreuzgratgewölbe. Die Seitenschiffe haben flache Decken und sind etwas höher als das Mittelschiff.
Im Kirchturm hängt ein vierstimmiges Glockengeläut mit zwei Glocken aus Bronze und zwei Eisenhartgussglocken. Die älteste Glocke wurde 1832 von den Gebrüdern Ulrich aus Laucha gegossen, die zweite Bronzeglocke entstand 1925 in der Gießerei Schilling (Apolda). Hinzu kamen 1957 zwei Eisenhartgussglocken.

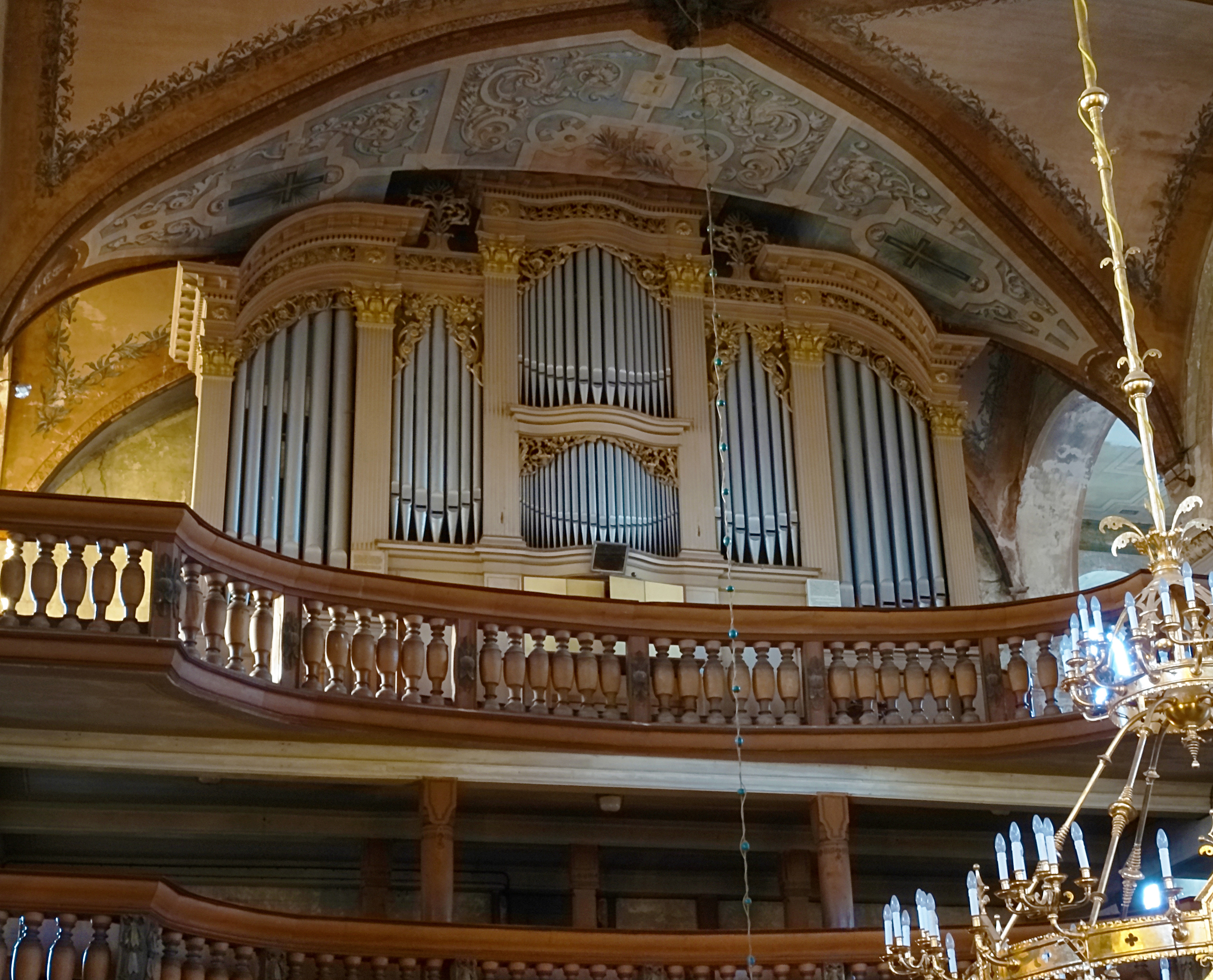
Die Trost-Orgel von 1704

Die Orgel auf der Empore im rückwärtigen Teil der Kirche wurde 1701–1704 von Johann Tobias Gottfried Trost und seinem Sohn Tobias Heinrich Gottfried Trost gebaut. Das fünfteilige Orgelgehäuse stammt von einem unbekannten Bildhauer aus Frankenhausen. Wegen Mängeln an der Orgel baute 1842 Johann Michael Hesse II. (1806 – 1858) aus Dachwig eine neue Orgel mit 29 Registern. Aus der Trost-Orgel wurden sieben Register übernommen. Zuletzt restaurierte Karl-Heinz Schönefeld aus Stadtilm das Instrument im Jahr 1977. Es hat heute 30 Register auf zwei Manualen und Pedal.